# Terres Esparses
Terres Esparses (en basc Lur Jareak) va ser la denominació que se li va donar al segle xvi als territoris de la província d'Àlaba, en la Corona de Castella, que no pertanyien ni a Vitòria ni a les vint viles medievals alabeses. A partir del segle xviii, es va referir a tot el territori de la província excloent la Germanor i Quadrilla de Vitòria.
Des de 1987 es denomina «Terres Esparses» a una de les tres circumscripcions electorals en les quals es divideix Àlaba per a les eleccions a les Juntes Generals. L'elecció dels procuradors es realitza sobre la base de tres circumscripcions electorals basades en les quadrilles o comarques alabeses: quadrilla de Vitòria, quadrilla d'Aiara i Terres Esparsas, que agrupa les cinc quadrilles alabeses restants: Zuia, Salvatierra, Añana, Kanpezu i Laguardia. Fins a 2003 va escollir 6 procuradors. Des de les eleccions de 2007, Terres Esparses escull 7 dels 51 procuradors.

## Circumscripció electoral
L'elecció dels junteros es realitza sobre la base de 3 circumscripcions electorals basats en les quadrilles o comarques alabeses: Quadrilla de Vitòria (38 apoderats); Quadrilla d'Aiara (6 apoderats) i Terres Esparses, que agrupa les 5 quadrilles restants (7 apoderats).
Quadrilla de Terres Esparses
- Distribució després de les Eleccions Forals de 2011:
  - Partit Nacionalista Basc (PNB): 2
  - Bildu (EA-Alternatiba): 2
  - Partit Popular (PP): 2
  - Partit Socialista d'Euskadi-Euskadiko Ezkerra (PSE-PSOE): 1

- Distribució després de les Eleccions Forals de 2007:
  - Partit Nacionalista Basc (PNB): 3
  - Partit Popular (PP): 2
  - Acció Nacionalista Basca (ANV): 1
  - Partit Socialista d'Euskadi-Euskadiko Ezkerra (PSE-PSOE): 1